# Hannah Gadsby
Hannah Gadsby, född 12 januari 1978 i Smithton, Tasmanien, är en australisk ståuppkomiker och skådespelare. Gadsby fick sitt internationella genombrott med föreställningen Nanette, som bland annat berör könsroller, homosexualitet, konst och komikeryrket. Nanette uppfördes första gången år 2017 och en inspelning från Operahuset i Sydney publicerades av Netflix i juni 2018.
Före genombrottet med Nanette spelade Gadsby i tv-serien "Please like me". Där porträtterar hen "Hannah", en självmordsbenägen deprimerad person som kämpar med sin psykiska hälsa bland annat med hjälp av humor.
2019 åkte Gadsby på världsturné med sin nya show "Douglas". Då besökte hen bland annat Sverige, Norge, England, Kanada, Nederländerna, Nya Zeeland och Australien.